# Ardisia faberi
Ardisia faberi là một loài thực vật có hoa trong họ Anh thảo. Loài này được Hemsl. mô tả khoa học đầu tiên năm 1889.